# Badminton-Südamerikameisterschaft 1984
Die Badminton-Südamerikameisterschaft 1984 fand vom 30. Oktober bis zum 4. November 1984 in Buenos Aires statt. Im Finale des Herreneinzels besiegte Federico Valdez seinen Landsmann Gustavo Salazar mit 15:10 und 15:2. Es war die erste Auflage der Turnierserie.

## Sieger und Platzierte
| Disziplin    | Gold | Silber | Bronze |
| ------------ | --- | --- | --- |
| Herreneinzel | Federico Valdez | Germán Valdez | Gustavo Salazar |
| Herreneinzel | Federico Valdez | Germán Valdez | Guillermo Zavala |
| Dameneinzel  | Silvia Jiménez | Teresa Montero | Ximena Bellido |
| Dameneinzel  | Silvia Jiménez | Teresa Montero | Gloria Jiménez |
| Herrendoppel | Federico Valdez Germán Valdez | Alfredo Salazar Gustavo Salazar | Chen Wen Hau Roy Ong Sioe Khing |
| Herrendoppel | Federico Valdez Germán Valdez | Alfredo Salazar Gustavo Salazar | Guillermo Pefaur Ignacio Robredo |
| Damendoppel  | Ximena Bellido Gloria Jiménez | Carmen Bellido Silvia Jiménez | Susan Case Márcia Oey |
| Damendoppel  | Ximena Bellido Gloria Jiménez | Carmen Bellido Silvia Jiménez | Silvia Bugallo Roswitha Szczepanski |
| Mixed        | Gustavo Salazar Gloria Jiménez | Federico Valdez Silvia Jiménez | Germán Valdez Ximena Bellido |
| Mixed        | Gustavo Salazar Gloria Jiménez | Federico Valdez Silvia Jiménez | Guillermo Zavala Teresa Montero |
| Mannschaften | Peru Alfredo Salazar Gustavo Salazar Federico Valdez Germán Valdez Guillermo Zavala Carmen Bellido Ximena Bellido Gloria Jiménez Silvia Jiménez Teresa Montero | Argentinien Vincent Lo Anwar Luthan Oscar Malamud Guillermo Pefaur Ignacio Robredo Gualterio Meyer Silvia Bugallo Roswitha Szczepanski Renate Wild Laura Berríos | Brasilien Luis Manuel Barreto Chen Wen Hau Hwang Chi Fong Lou Yen Chuan Roy Ong Sioe Khing Eduardo Simão Tjio Si Go Susan Case Huan Yeh Chui Mei Márcia Oey |

## Teams
| Team        | Pld | W | L | MF | MA | MD  | Pts | resultat |
| ----------- | --- | - | - | -- | -- | --- | --- | -------- |
| Peru        | 2   | 2 | 0 | 10 | 0  | +20 | 2   | 1.       |
| Argentinien | 2   | 1 | 1 | 3  | 7  | −4  | 1   | 2.       |
| Brasilien   | 2   | 0 | 2 | 2  | 8  | −6  | 0   | 3.       |

| Peru        | 5–0 | Brasilien   |
|             |     |             |
| Argentinien | 3–2 | Brasilien   |
|             |     |             |
| Peru        | 5–0 | Argentinien |
|             |     |             |